# Hafir

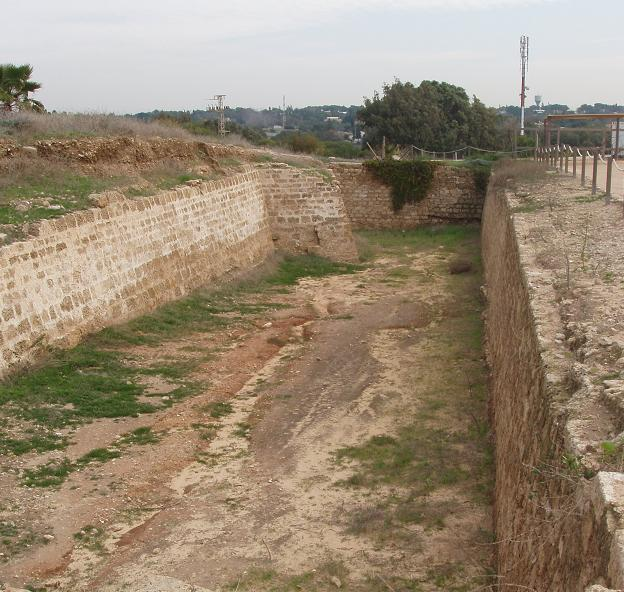
Un hafir, a Palestina

Un hafir és una reserva d'aigua. Aquest nom és freqüent al Sudan, on en 50 km a cada costat del Nil es poden veure les restes d'alguns hafirs, i n'és el més gran el d'Alem (d'uns 300 m de diàmetre). Avui dia només en queden les restes i l'aigua hi ha desaparegut, però encara existien molts hafirs a l'època meroítica (fins al segle III).